# مارتین پاسویا
مارتین پاسویا (استونیایی: Martin Paasoja؛ زادهٔ ۴ ژانویهٔ ۱۹۹۳) بازیکن بسکتبال اهل استونی است.
از باشگاه‌هایی که در آن بازی کرده‌است می‌توان به باشگاه بسکتبال پاولوس پارنو اشاره کرد.